# Uludoruk
Uludoruk, též zřídka Gelyaşin, kurdsky Reşko Tepesi je s nadmořskou výškou 4135 druhou nejvyšší horou Turecka a nejvyšším vrcholem masivu Cilo Dağı v pohoří Hakkari Dağları na jihovýchodě Turecka v provincii Hakkâri, okres Yüksekova. Pohoří Hakkari Dağları je obecně považováno za nejvýchodnější součást pohoří Taurus a Uludoruk je tak nejvyšším vrcholem i tohoto pohoří.
Sousední vrchol Cilo Dağı (4116 m), který je třetím nejvyšším vrcholem Turecka, je vzdálen pouhé 4 km.
Ledovec İzbırak pod vrcholem Uludoruku je 5 km dlouhý a 500 až 600 m široký s vrstvou ledu až 100 m silnou. Mezi lety 1976 a 2007 se ledovec zmenšil z 1,13 km2 na 0,77 km2. Sněžná čára se ve 30. letech 20. století, kdy zdejší ledovce studoval Hans Bobek, nacházela v severních expozicích ve výškách 3100 - 3300 metrů, ve východních a západních expozicích ve výšce 3400 metrů. Sarıkaya et al. udávají sněžnou čáru ve výšce 3600 metrů. V pleistocénu měl podle Bobka nejdelší ledovec pohoří délku 10 km, sahal až do 1800 m n. m. a sněžná čára se v pohoří nacházela ve výškách od 2600 metrů na severních svazích po 3000 metrů na jižních svazích. Podle Wrighta jsou tyto údaje značně podhodnocené, udává pleistocenní sněžnou čáru ve výškách kolem 2100 metrů na základě přítomnosti karů i v těchto výškách. Čela ledovců pak identifikoval až do 1500 m n. m.
Vrchol se nachází v oblasti historicky obývané Asyřany, kteří však byli z většiny zmasakrováni nebo z oblasti vyhnáni během Asyrské genocidy. V současnosti je oblast obývána převážně Kurdy. První průzkumy a mapování pohoří prováděl F. R. Maunsell v roce 1900. Výstupy v pohoří prováděli v roce 1931 Ludwig Krenek a Ludwig Sperlich. Prvovýstup na vrchol se uskutečnil v roce 1937 při expedici pěti německých horolezců pořádané Hansem Bobkem. Expedice prvovystoupila kromě Uludoruku celkem 20 vrcholů v pohoří.